# Nifty Gateway
Nifty Gateway es una plataforma de subastas y ventas en línea centrada en token no fungible (NFT). Fundada en 2018, la plataforma permite a los usuarios comprar, vender y crear NFT, que son activos digitales únicos que representan artículos del mundo real o virtuales, como obras de arte, coleccionables y objetos del metaverso.
Nifty Gateway funciona con un modelo de mercado, donde los creadores pueden acuñar sus NFT y ponerlos a la venta a través de subastas o ventas directas.
En marzo de 2021, Nifty Gateway inició una colaboración con la casa de subastas Sotheby's.